# 11 de agosto
11 de agosto é o 223.º dia do ano no calendário gregoriano (224.º em anos bissextos). Faltam 142 dias para acabar o ano.

## Eventos históricos

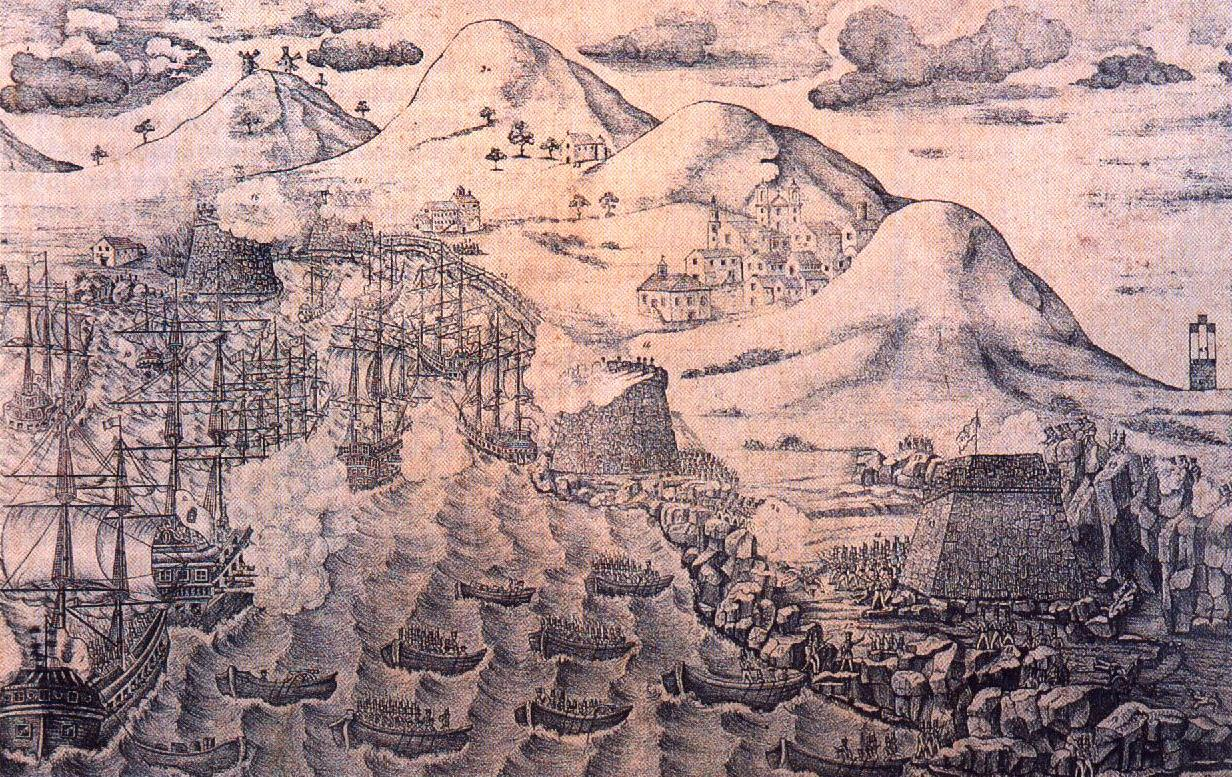
1829: Batalha da Praia da Vitória

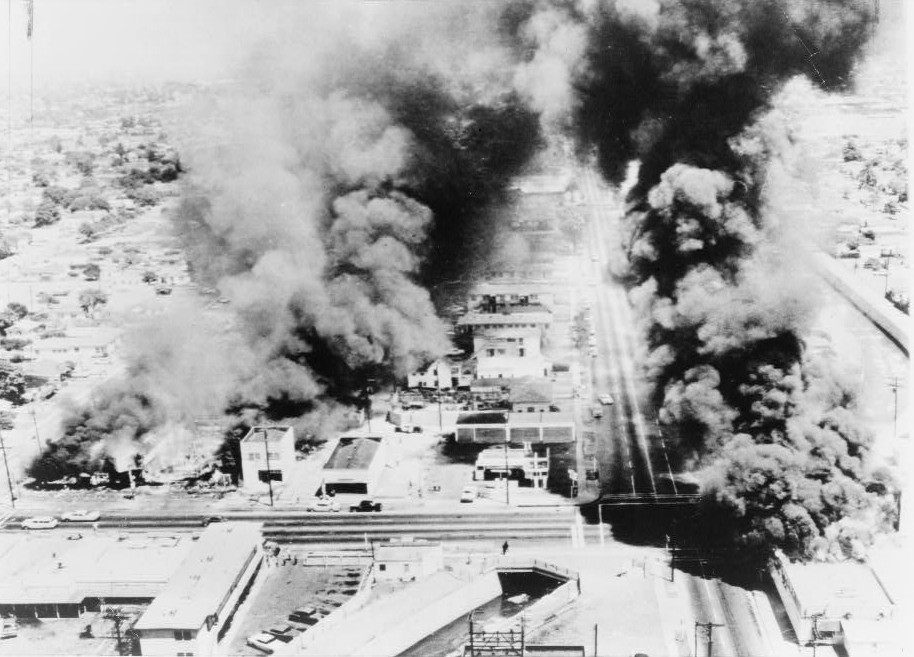
1965: Tumultos de Watts

- 3114 a.C. — Começo da contagem longa, usada por várias civilizações mesoamericanas pré-colombianas, notadamente os maias.
- 2492 a.C. — Data tradicional da derrota de Bel por Haico, progenitor e fundador da nação armênia.
- 0106 — A parte sudoeste da Dácia (atual Romênia) se torna uma província romana: Dácia romana.
- 0355 — Cláudio Silvano, acusado de traição, proclama-se imperador romano contra Constâncio II.
- 0490 — Batalha do Adda: os godos sob comando de Teodorico, o Grande, e seu aliado, Alarico II, derrotam as forças de Odoacro no rio Adda, perto de Milão.
- 0923 — Os carmatas capturam e saqueiam a cidade de Basra.[1]
- 1315 — A Grande Fome da Europa torna-se tão terrível que até mesmo Eduardo II, o rei da Inglaterra, tem dificuldade em comprar pão para si.[2]
- 1473 — Batalha de Otlukbeli: Mehmed, o Conquistador do Império Otomano, derrota decisivamente Uzun Hassan da Confederação do Cordeiro Branco.
- 1492 — Rodrigo de Borja é eleito Chefe da Igreja Católica, assumindo o nome de Papa Alexandre VI.
- 1675 — Guerra Franco-Holandesa: as forças do Sacro Império Romano-Germânico derrotam os franceses na Batalha de Konzer Brücke.
- 1685 — Guerra Moreana: o Cerco de Coron, que durou 49 dias, termina com a rendição e o massacre de sua guarnição pelos venezianos.
- 1804 — Francisco II assume o título de primeiro imperador da Áustria.
- 1812 — Guerra Peninsular: as tropas francesas enfrentam as forças anglo-portuguesas na Batalha de Majadahonda.[3]
- 1813 — No Vice-Reino de Nova Granada, região integrante do Império Espanhol, Juan del Corral declara a independência de Antioquia.
- 1827 — Fundada a Faculdade de Direito de São Paulo, o embrião da Universidade de São Paulo, a maior e mais importante universidade pública do Brasil.
- 1829 — Na Ilha Terceira ocorre a Batalha da Praia da Vitória, entre as forças absolutistas de D. Miguel e liberais de D. Maria II e D. Pedro, com a vitória dos últimos.
- 1858 — O Eiger nos alpes berneses é escalado pela primeira vez por Charles Barrington acompanhado por Christian Almer e Peter Bohren.[4]
- 1898 — Guerra Hispano-Americana: tropas americanas entram na cidade de Mayagüez, Porto Rico.
- 1918 — Primeira Guerra Mundial: término da Batalha de Amiens.
- 1919 — A Constituição de Weimar da Alemanha é assinada como lei.[5]
- 1920 — Assinado o Tratado de paz letão-soviético, encerrando a Guerra de Independência da Letônia.
- 1937 — Fundada a União Nacional dos Estudantes (UNE), uma das portas de entrada para diversos políticos brasileiros proeminentes, especialmente aqueles ligados à esquerda política.
- 1942 — A atriz Hedy Lamarr e o compositor George Antheil recebem a patente para um sistema de comunicação por espectro de difusão em frequência variável que mais tarde se tornou a base para as modernas tecnologias em telefones sem fio e Wi-Fi.
- 1952 — Hussein bin Talal é proclamado Rei da Jordânia.
- 1960 — O Chade se torna independente da França.
- 1961 — Os antigos territórios portugueses na Índia de Dadra e Nagar Aveli são fundidos para criar o Território da União Dadra e Nagar Aveli.
- 1962 — Lançamento do Vostok 3 do Cosmódromo de Baikonur e o cosmonauta Andrian Nikolayev torna-se a primeira pessoa a flutuar em microgravidade.
- 1965 — Racismo nos Estados Unidos: Motins raciais (os Tumultos de Watts) começam na área de Watts, em Los Angeles, Califórnia.
- 1969 — Os astronautas da Apollo 11 são liberados de uma quarentena de três semanas após a decolagem da lua.[6]
- 1972 — Guerra do Vietnã: a última unidade de combate terrestre dos Estados Unidos deixa o Vietnã do Sul.
- 1975 — Timor-Leste: o governador Mário Lemos Pires, do Timor Português, abandona a capital Díli, após um golpe da União Democrática Timorense (UDT) e a eclosão de uma guerra civil entre a UDT e a Fretilin.
- 1979 — Dois Tupolev Tu-134 da Aeroflot colidem sobre a cidade soviética de Dniprodzerzhynsk (localizada na atual Ucrânia) e caem, matando todos as 178 pessoas a bordo das duas aeronaves.
- 1980 — Iniciada a construção do Aeroporto Internacional de São Paulo/Guarulhos.
- 1982 — Uma bomba explode no voo 830 da Pan Am, a caminho de Tóquio, no Japão, para Honolulu, no Havaí, matando um passageiro e ferindo outros 15.[7]
- 1988 — Uma reunião entre Sayyed Imam Al-Sharif, Osama bin Laden, Abdullah Yusuf Azzam e líderes da Jihad Islâmica Egípcia no Afeganistão culmina na formação da Al-Qaeda.[8]
- 2003 — A OTAN assume o comando da força de manutenção da paz no Afeganistão, marcando sua primeira grande operação fora da Europa em seus 54 anos de história.
- 2012 — Pelo menos 306 pessoas morrem e outras 3 000 ficam feridas em dois terremotos de magnitudes de 6,4 e 6,2 Mw perto de Tabriz, no Irã.[9]
- 2017 — Pelo menos 41 pessoas morrem e outras 179 ficam feridas depois que dois trens de passageiros colidem em Alexandria, no Egito.
- 2023 — Luna 25 é lançada do Cosmódromo de Vostochny.[10]

## Nascimentos

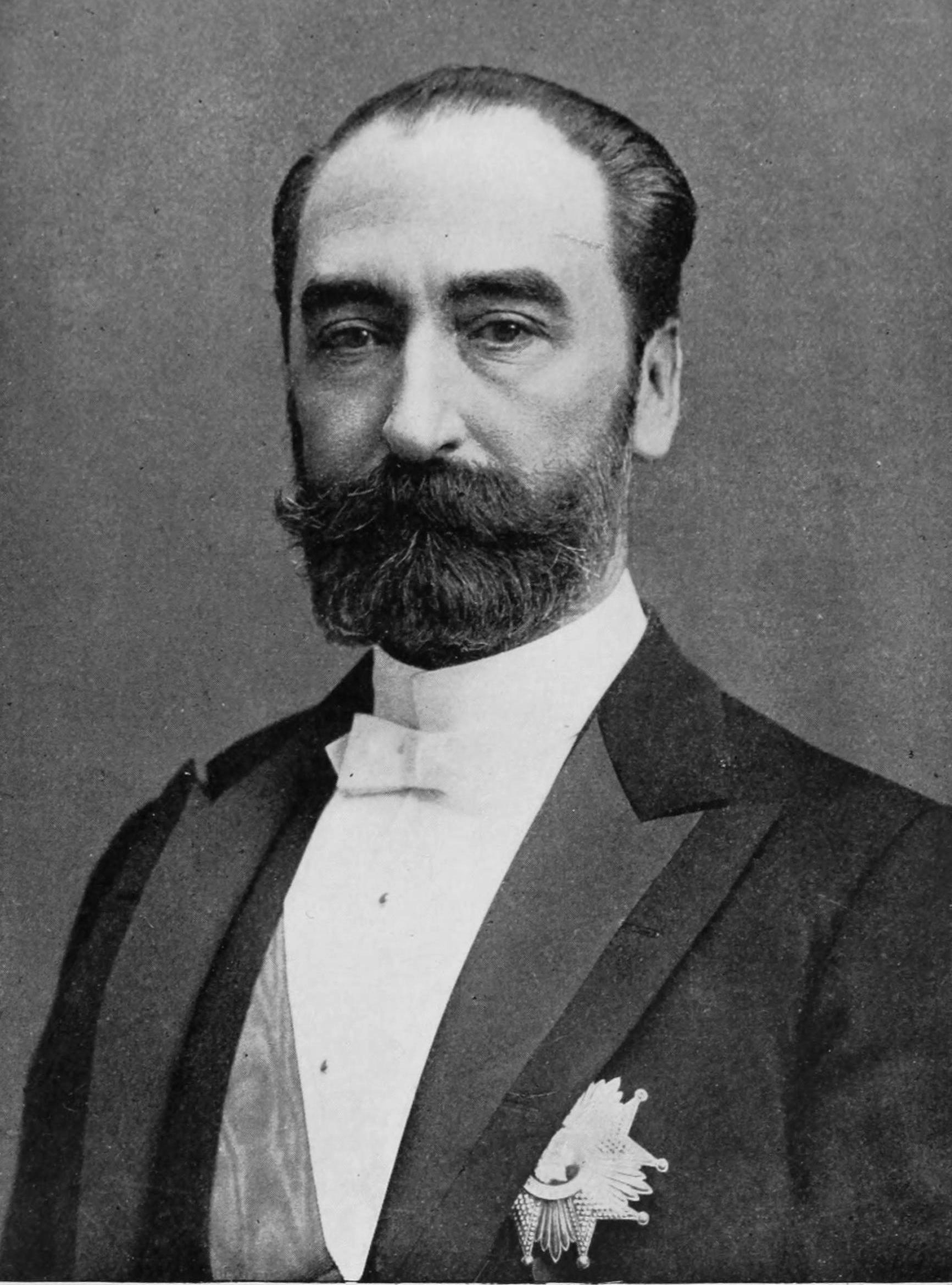
Marie François Sadi Carnot

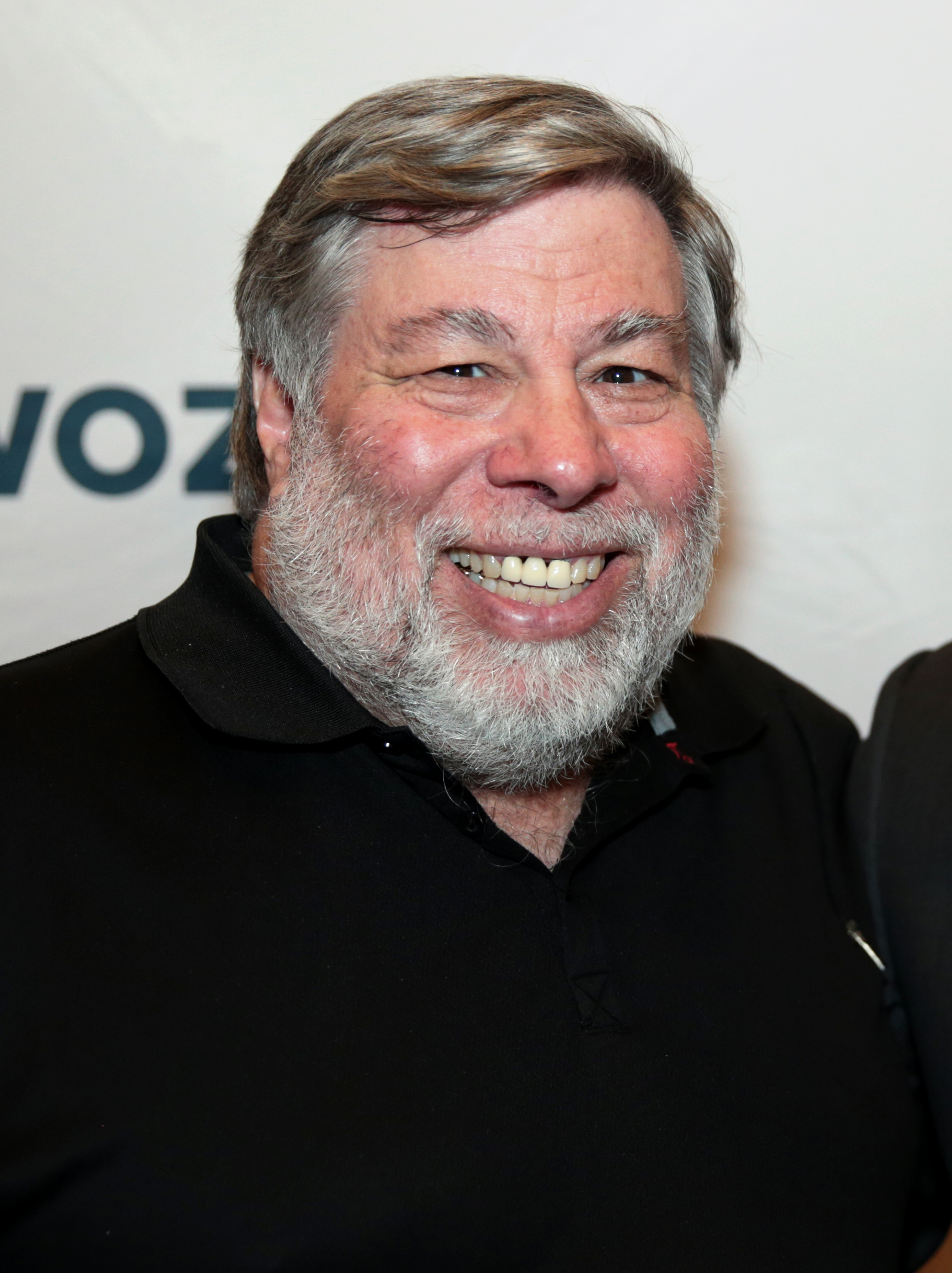
Steve Wozniak

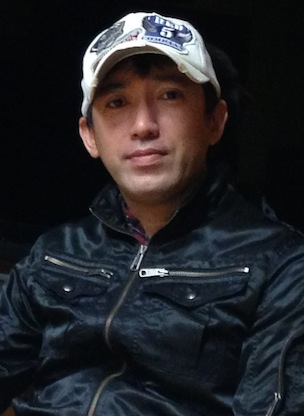
Shinji Mikami

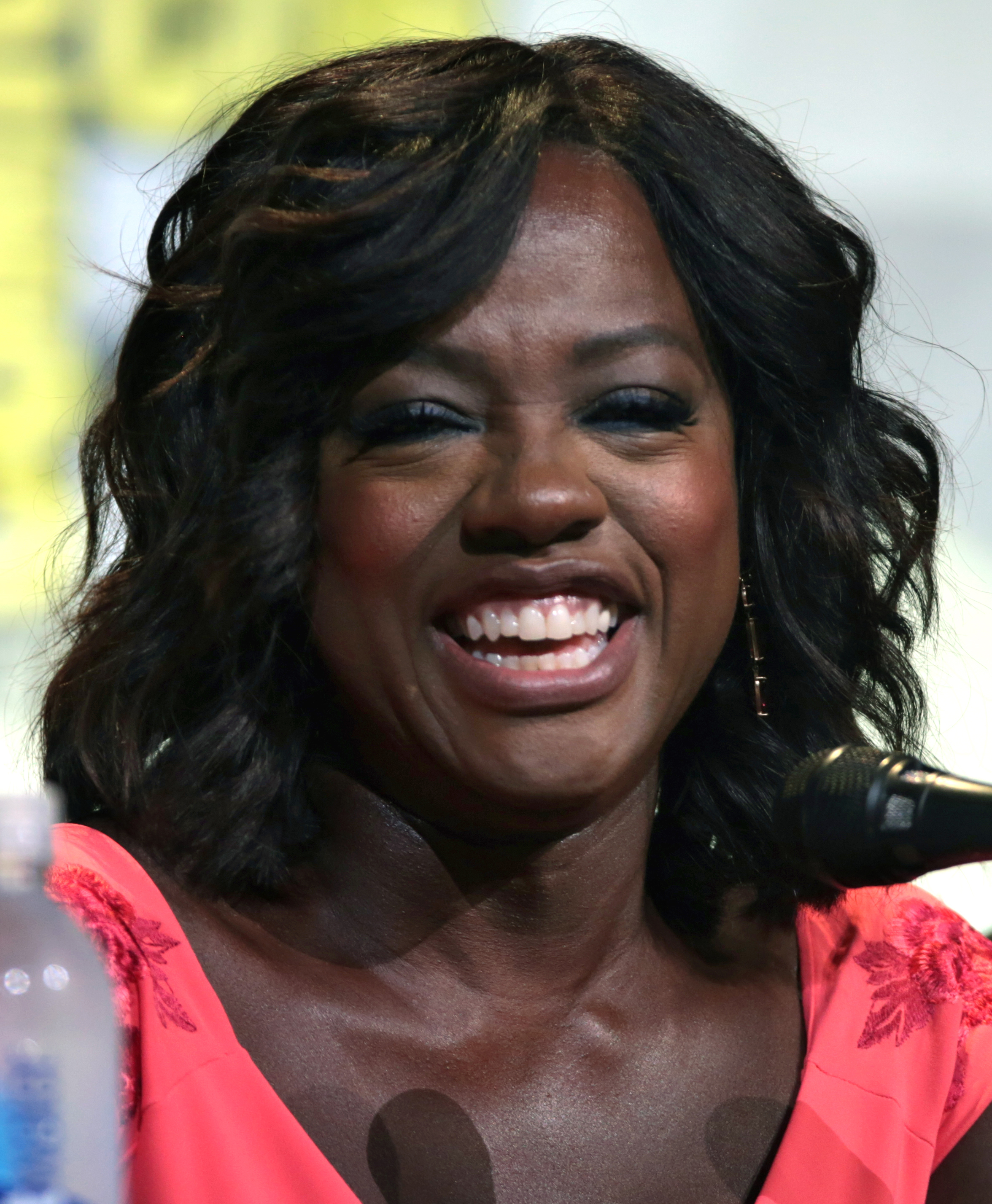
Viola Davis

Daniella Perez

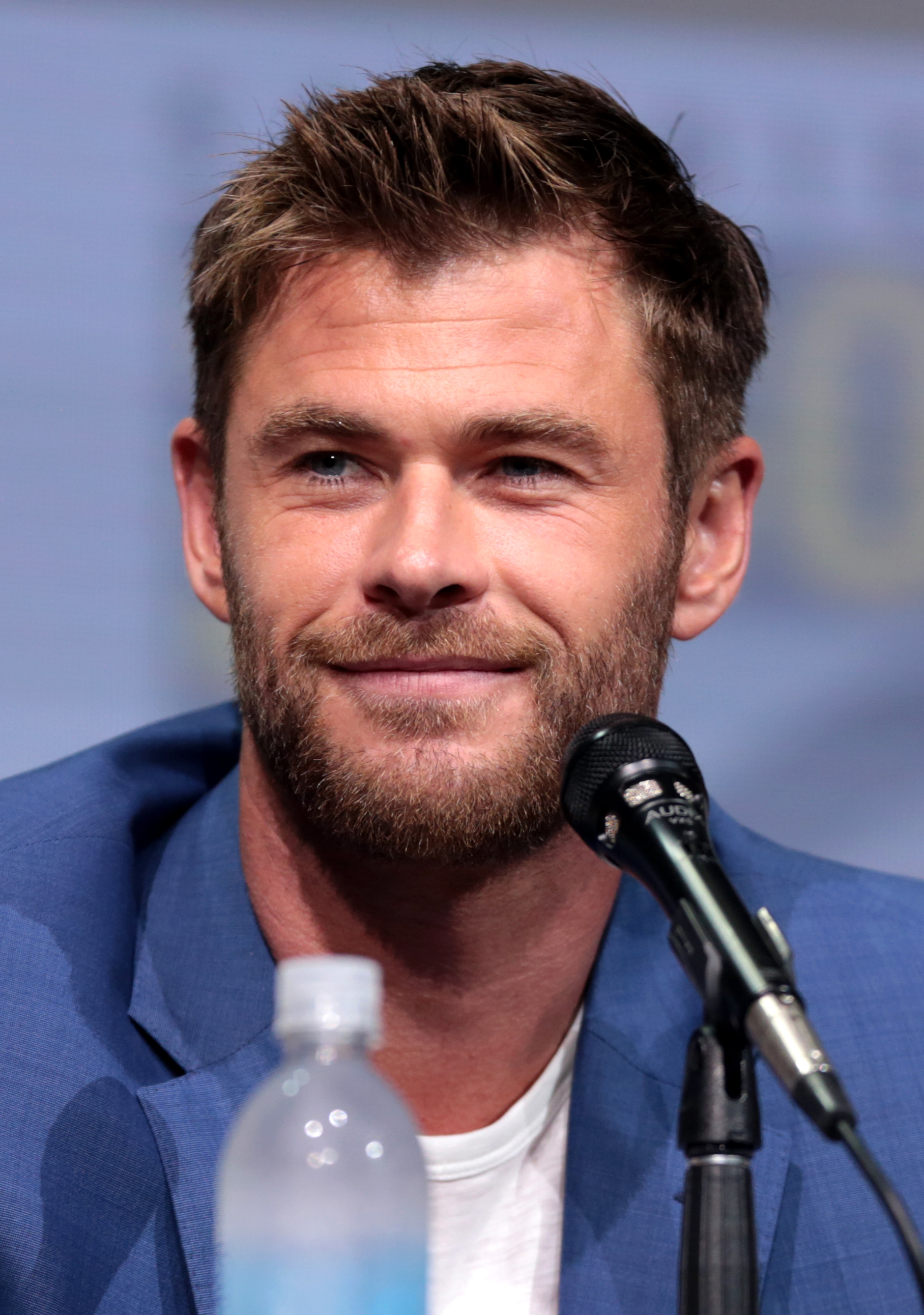
Chris Hemsworth

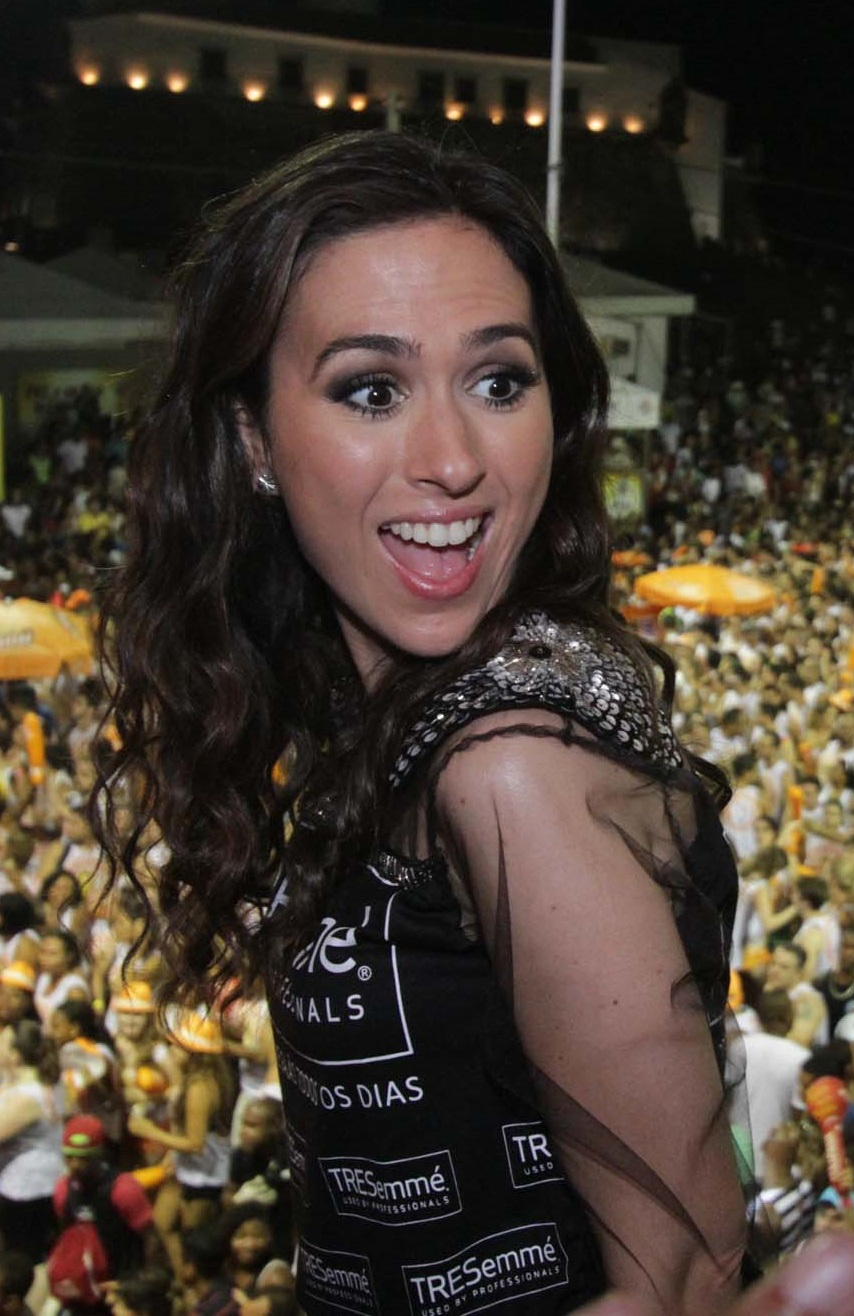
Tatá Werneck

### Anterior ao século XIX
- 1081 — Henrique V do Sacro Império Romano-Germânico (m. 1125).
- 1384 — Iolanda de Aragão, duquesa de Anjou (m. 1442).

- 1467 — Maria de Iorque, princesa inglesa (m. 1482).
- 1472 — Nikolaus von Schönberg, arcebispo de Cápua (m. 1537).

- 1510 — Margarida Paleóloga, marquesa de Monferrato (m. 1566).

- 1660 — Henrietta Wentworth, 6.ª Baronesa Wentworth (m. 1686).
- 1667 — Ana Maria Luísa de Médici, nobre italiana (m. 1743).
- 1673 — Richard Mead, médico e astrólogo inglês (m. 1754).
- 1706 — Maria Augusta de Thurn e Taxis (m. 1756).
- 1730
  - Charles Bossut, matemático francês (m. 1814).
  - Carlota Amália de Hesse-Philippsthal (m. 1801).
- 1744 — Tomás Antônio Gonzaga, poeta brasileiro (m. 1810).
- 1763 — Luísa Leonor de Hohenlohe-Langemburgo (m. 1837).
- 1778 — Friedrich Ludwig Jahn, pedagogo alemão (m. 1852).

### Século XIX
- 1801 — Augusta Ema d'Este, nobre britânica (m. 1866).
- 1810 — Carl Mayet, enxadrista alemão (m. 1868).
- 1819 — Martin Johnson Heade, pintor estadunidense (m. 1904).
- 1823 — Charlotte Mary Yonge, escritora britânica (m. 1901).
- 1826 — Andrew Jackson Davis, médium estadunidense (m. 1910).
- 1833
  - Robert G. Ingersoll, militar, político e jurista estadunidense (m. 1899).
  - Kido Takayoshi, político japonês (m. 1877).
- 1836 — Cato Maximilian Guldberg, matemático e químico norueguês (m. 1902).
- 1837 — Marie François Sadi Carnot, político francês (m. 1894).
- 1858 — Christiaan Eijkman, físico neerlandês (m. 1930).
- 1861 — Paul Matschie, zoólogo alemão (m. 1926).
- 1864 — Duarte Leite, historiador e diplomata português (m. 1950).
- 1867 — Frederick Keeping, ciclista britânico (m. 1950).
- 1873 — Joseph Marie Henry Alfred Perrier de la Bâthie, botânico francês (m. 1958).
- 1877 — Aloïs Catteau, ciclista belga (m. 1937).
- 1892
  - Eiji Yoshikawa, roteirista japonês (m. 1962).
  - Władysław Anders, militar e político polonês (m. 1970).
- 1895 — Egon Pearson, estatístico britânico (m. 1980).
- 1897
  - Enid Blyton, escritora britânica (m. 1968).
  - Käthe Haack, atriz alemã (m. 1986).

### Século XX

#### 1901–1950
- 1901 — Carlos Bernardo González Pecotche, escritor e educador argentino (m. 1963).
- 1902
  - Alfredo Binda, ciclista italiano (m. 1986).
  - Lloyd Nolan, ator e cantor estadunidense (m. 1985).
  - Christian de La Croix de Castries, militar francês (m. 1991).
- 1903 — Carmen Rendiles Martínez, freira e santa católica venezuelana (m. 1977).
- 1905 — Erwin Chargaff, bioquímico austro-americano (m. 2002).
- 1909 — Abdel Fawzi, futebolista e treinador de futebol egípcio (m. 1988).
- 1910 — George Caspar Homans, sociólogo estadunidense (m. 1989).
- 1911 — Thanom Kittikachorn, militar e político tailandês (m. 2004).
- 1912 — Norman Levinson, matemático estadunidense (m. 1975).
- 1913
  - Cristiano Portela de Araújo Pena, bispo brasileiro (m. 2000).
  - Andy Beattie, futebolista e treinador de futebol britânico (m. 1983).
- 1914 — Edward Madejski, futebolista polonês (m. 1996).
- 1916 — Johnny Claes, automobilista belga (m. 1956).
- 1917
  - Dik Browne, cartunista estadunidense (m. 1989).
  - Américo Montanarini, basquetebolista e químico brasileiro (m. 1994).
- 1920 — Odile Crick, pintora britânica (m. 2007).
- 1921
  - Aluísio Alves, político brasileiro (m. 2006).
  - Alex Haley, escritor norte-americano (m. 1992).
- 1922 — Mavis Gallant, escritora canadense (m. 2014).
- 1925
  - José Alencar Furtado, advogado e político brasileiro (m. 2021).
  - Arlene Dahl, atriz e cantora estadunidense (m. 2021).
- 1926
  - Aaron Klug, cientista lituano (m. 2018).
  - Pedro Antônio Marchetti Fedalto, arcebispo brasileiro.
- 1928
  - Beniamino Andreatta, economista italiano (m. 2007).
  - Lucho Gatica, cantor e ator chileno (m. 2018).
- 1931 — Norberto Boggio, futebolista argentino (m. 2021).
- 1932
  - Fernando Arrabal, escritor e cineasta espanhol.
  - Peter Eisenman, arquiteto estadunidense.
  - Istvan Bilek, enxadrista húngaro (m. 2010).
- 1933
  - Jerzy Grotowski, diretor de teatro polonês (m. 1999).
  - Ellen Winther, cantora dinamarquesa (m. 2011).
- 1934 — Paulo Fernando Craveiro, escritor e crítico de arte brasileiro.
- 1936 — Jonathan Spence, historiador, sinólogo e escritor britânico-americano (m. 2021).
- 1939 — George Ellis, físico sul-africano.
- 1941
  - Alla Kushnir, enxadrista russo-israelita (m. 2013).
  - John Simon, músico e produtor estadunidense.
  - Joffre Rodrigues, cineasta e roteirista brasileiro (m. 2010).
  - Patricio Guzmán, diretor de cinema chileno.
- 1942
  - Tabajara Ruas, escritor e cineasta brasileiro.
  - Bita, futebolista brasileiro (m. 1992).
- 1943 — Pervez Musharraf, político e militar paquistanês (m. 2023).
- 1944 — Ian McDiarmid, ator e diretor teatral britânico.
- 1945 — Prawit Wongsuwan, militar e político tailandês.
- 1946 — Óscar Berger, político guatemalteco.
- 1947
  - Jan Henne, ex-nadadora estadunidense.
  - Theo de Jong, ex-futebolista e treinador de futebol neerlandês.
- 1948 — Jan Palach, ativista tcheco (m. 1969).
- 1949
  - Eric Carmen, cantor, compositor e músico estadunidense (m. 2024).
  - Ian Charleson, ator britânico (m. 1990).
- 1950 — Steve Wozniak, programador de computadores estadunidense.

#### 1951–2000
- 1951 — Tuulikki Jahre, ex-ciclista sueca.
- 1952
  - Nahim, cantor e compositor brasileiro (m. 2024).
  - Antônio Muniz Fernandes, bispo brasileiro.
- 1953 — Hulk Hogan, ator e lutador profissional estadunidense (m. 2025).
- 1954
  - Joe Jackson, cantor e músico britânico.
  - Tarmo Rüütli, ex-futebolista e treinador de futebol estoniano.
- 1956 — Pierre-Louis Lions, matemático francês.
- 1957
  - Carlos Trucco, ex-futebolista e treinador de futebol boliviano.
  - Richie Ramone, músico norte-americano.
  - Vladimír Fekete, bispo católico eslovaco.
- 1959 — Gustavo Cerati, músico argentino (m. 2014).
- 1960
  - Tomislav Ivković, ex-futebolista e treinador de futebol croata.
  - Sergey Krakovskiy, ex-futebolista ucraniano.
- 1961 — Frederick Sturckow, astronauta estadunidense.
- 1962
  - Franc D'Ambrosio, ator e cantor estadunidense.
  - Rob Minkoff, cineasta estadunidense.
- 1964
  - Jim Lee, desenhista coreano.
  - Gérson de Abreu, ator e humorista brasileiro (m. 2002).
  - Miguel A. Núñez Jr., ator estadunidense.
  - Lawrence Monoson, ator estadunidense.
- 1965
  - Shinji Mikami, designer de jogos japonês.
  - Embeth Davidtz, atriz estadunidense.
  - Viola Davis, atriz estadunidense.
- 1966
  - Duff Gibson, ex-piloto de skeleton canadense.
  - Mark Frank Williams, ex-futebolista sul-africano.
  - Nigel Martyn, ex-futebolista britânico.
  - Bengt Andersson, ex-futebolista e treinador de futebol sueco.
- 1967
  - Massimiliano Allegri, ex-futebolista e treinador de futebol italiano.
  - Enrique Bunbury, cantor espanhol.
  - Eric Maleson, ex-atleta de bobsled brasileiro.
  - Collin Chou, ator taiwanês.
- 1968
  - Alan Kelly, ex-futebolista irlandês.
  - Sophie Okonedo, atriz britânica.
  - Anna Gunn, atriz estadunidense.
- 1969
  - Ashley Jensen, atriz britânica.
  - Adriana de Oliveira, modelo brasileira (m. 1990).
  - Luís Cazengue, ex-futebolista angolano.
- 1970
  - Karina Barum, atriz brasileira.
  - Daniella Perez, atriz brasileira (m. 1992).
  - Aaron Lawrence, ex-futebolista jamaicano.
  - Gianluca Pessotto, ex-futebolista italiano.
  - Jorge Luis Campos, ex-futebolista paraguaio.
  - Andy Bell, músico britânico.
- 1971
  - Alejandra Barros, atriz mexicana.
  - Francina Armengol, farmacêutica e política espanhola.
- 1972
  - Lisca, treinador de futebol brasileiro.
  - Joane Somarriba, ex-ciclista espanhola.
  - Vyacheslav Zahorodnyuk, ex-patinador artístico ucraniano.
- 1973
  - Ruberth Moran, ex-futebolista venezuelano.
  - Luis Lacalle Pou, advogado e político uruguaio.
  - Dutra, ex-futebolista brasileiro.
  - George Jacob Koovakad, cardeal indiano.
- 1974
  - Marie-France Dubreuil, ex-patinadora artística canadense.
  - Ádria Santos, ex-atleta paralímpica brasileira.
  - Chris Messina, ator, diretor, escritor e produtor norte-americano.
  - Carolyn Murphy, modelo norte-americana.
  - Darryn Hill, ex-ciclista australiano.
- 1975
  - Gilbert Mushangazhike, ex-futebolista zimbabuano.
  - Asma al-Assad, primeira-dama síria.
  - Dareysteel, rapper espanhol.
- 1976
  - Erick Lindgren, jogador de pôquer estadunidense.
  - Hugo Vieira, ex-futebolista português.
  - Iván Córdoba, ex-futebolista colombiano.
- 1977 — Adriano Gabiru, ex-futebolista brasileiro.
- 1978 — Chris "Mac Daddy" Kelly, rapper americano (m. 2013).
- 1979 — Walter Ayoví, ex-futebolista equatoriano.
- 1980
  - Sébastien Squillaci, ex-futebolista francês.
  - Monika Pyrek, ex-atleta de salto com vara polonesa.
- 1981
  - Diego Rivero, ex-futebolista argentino.
  - Danai Udomchoke, ex-tenista tailandês.
- 1983
  - Chris Hemsworth, ator australiano.
  - Tatá Werneck, atriz e comediante brasileira.
- 1984
  - Melky Cabrera, jogador de beisebol dominicano.
  - Daniela Araújo, cantora, compositora e produtora musical brasileira.
  - Lucas Di Grassi, automobilista brasileiro.
  - Pippa Mann, automobilista britânica.
  - Rafael Miranda, ex-futebolista brasileiro.
  - Markis Kido, jogador de badminton indonésio.
  - Nicolás Larcamón, treinador de futebol argentino.
- 1985
  - Joel Perovuo, ex-futebolista finlandês.
  - Sammy Bossut, futebolista belga.
- 1986
  - Rhodolfo, ex-futebolista brasileiro.
  - Arouca, ex-futebolista brasileiro.
  - Hélène Defrance, velejadora francesa.
- 1987
  - Jonatas Faro, ator brasileiro.
  - Jemima West, atriz britânica.
  - Caroline Abras, atriz brasileira.
  - Cyrille Maret, judoca francês.
- 1988
  - Abubakar Bello-Osagie, ex-futebolista nigeriano.
  - Volkan Babacan, futebolista turco.
  - Winner Anacona, ciclista colombiano.
  - Mustafa Pektemek, futebolista turco.
  - Chen Po-liang, futebolista taiwanês.
  - Miguel Coelho, ator brasileiro.
- 1989
  - Úrsula Corberó, atriz espanhola.
  - Julio César La Cruz, pugilista cubano.
  - Déo Kanda, futebolista congolês.
  - Eddie Dawkins, ciclista neozelandês.
- 1990
  - Luan, futebolista brasileiro.
  - Paula Gonçalves, tenista brasileira.
- 1991
  - Cristian Tello, futebolista espanhol.
  - Estelle Nze Minko, handebolista francesa.
  - Cho Hyun-young, cantora sul-coreana.
- 1992
  - Allison Lozano, atriz mexicana.
  - Kay Lee Ray, lutadora profissional britânica.
- 1993
  - Alyson Stoner, atriz, dançarina e cantora estadunidense.
  - Bheu Januário, futebolista moçambicano.
  - Alireza Jahanbakhsh, futebolista iraniano.
- 1994
  - David Terans, futebolista uruguaio.
  - Storm Hunter, tenista australiana.
- 1995
  - Brad Binder, motociclista sul-africano.
  - Tierra Whack, rapper e compositora norte-americana.
  - Luca Vildoza, jogador de basquete argentino.
- 1997
  - Nicholas Opoku, futebolista ganês.
  - Saba, cantora, atriz e modelo dinamarquesa.
  - Gabriel Neves, futebolista uruguaio.
- 1998 — Nicolas Janvier, futebolista francês.
- 1999 — Jasmin Selberg, modelo alemã.
- 2000 — Choi Se-bin, esgrimista sul-coreana.

### Século XXI
- 2002 — Gustavo Martins, futebolista brasileiro.

## Mortes

### Anterior ao século XIX
- 0223 — Jia Xu, político chinês (n. 147).
- 0353 — Magnêncio, usurpador do Império Romano (n. 303).
- 0449 — Flaviano de Constantinopla, arcebispo e mártir (n. ?).
- 0919 — Ducas, o Grego, governador abássida do Egito (n. ?).
- 1204 — Guttorm da Noruega (n. 1199).
- 1253 — Clara de Assis, santa católica italiana (n. 1193).
- 1259 — Mangu Cã, imperador mongol (n. 1209).
- 1268 — Inês de Faucigny, condessa de Saboia
- 1456 — João Corvino, general e político húngaro (n. 1387).
- 1464 — Nicolau de Cusa, cardeal e místico alemão (n. 1401).
- 1465 — Kettil Karlsson, bispo e regente sueco (n. 1433).
- 1494 — Hans Memling, pintor belgo-alemão (n. 1430).
- 1519 — Johann Tetzel, pregador alemão (n. 1465).
- 1578 — Pedro Nunes, astrônomo e matemático português (n. 1502).
- 1596 — Hamnet Shakespeare, filho de William Shakespeare (n. 1585).
- 1614 — Lavinia Fontana, pintora italiana (n. 1552).
- 1725 — Vítor Amadeu, Duque de Aosta (n. 1723).

### Século XIX
- 1822 — Samuel Auchmuty, general britânico (n. 1756).
- 1851 — Lorenz Oken, naturalista alemão (n. 1779).
- 1854 — Macedonio Melloni, físico italiano (n. 1798).
- 1886 — Lydia Koidula, poetisa estoniana (n. 1843).
- 1890 — John Henry Newman, cardeal e teólogo britânico (n. 1801).
- 1892 — Enrico Betti, matemático italiano (n. 1823).

### Século XX
- 1908 — José Plácido de Castro, político e militar brasileiro (n. 1873).
- 1921 — Henry Carter Adams, economista estadunidense (n. 1851).
- 1928 — Manuel Borba, político brasileiro (n. 1864).
- 1953 — Tazio Nuvolari, automobilista italiano (n. 1892).
- 1955 — Manoel da Costa Lima, desbravador e construtor brasileiro (n. 1866).
- 1956 — Jackson Pollock, artista estadunidense (n. 1912).
- 1957 — Rudolf Weigl, biólogo polonês (n. 1883).
- 1966 — Mário Tavares Chicó, historiador de arte português (n. 1905).
- 1972 — Max Theiler, microbiologista sul-africano (n. 1899).
- 1973 — Karl Ziegler, químico alemão (n. 1898).
- 1974 — Irineu Bornhausen, político brasileiro (n. 1896).
- 1978 — Yoshiya Takaoka, pintor brasileiro (n. 1909).
- 1981 — Alexandre Zacharias de Assumpção, militar e político brasileiro (n. 1895).
- 1984 — Raul de Carvalho, ator português (n. 1901).
- 1994 — Peter Cushing, ator britânico (n. 1913).
- 1996 — Baba Vanga, vidente búlgara (n. 1911).

### Século XXI
- 2001 — Orlando Dias, cantor e compositor brasileiro (n. 1923).
- 2003 — Armand Borel, matemático suíço (n. 1923).
- 2006 — Arnaldo de Castro Nogueira, jornalista e político brasileiro (n. 1920).
- 2007 — Franz Antel, cineasta austríaco (n. 1913).
- 2009 — Eunice Kennedy, ativista estadunidense (n. 1921).
- 2011 — Jani Lane, cantor e compositor estadunidense (n. 1964).
- 2014 — Robin Williams, ator estadunidense (n. 1951).
- 2021 — Paulo José, ator, roteirista e diretor brasileiro (n. 1937).
- 2022 — Anne Heche, atriz e diretora norte-americana (n. 1969).
- 2024 — Noël Treanor, prelado e diplomata católico irlandês (n. 1950).
- 2025
  - Miguel Uribe Turbay, advogado e político colombiano (n. 1986).
  - Natan Brito, cantor, compositor, produtor musical e arranjador brasileiro (n. 1963).

## Feriados e eventos cíclicos

### Internacional
- Dia Internacional da Logosofia

### Brasil
- Dia do Advogado
- Dia do Estudante
- Dia do Garçom
- Dia do Pendura
- Dia da Televisão
- Aniversário dos municípios de Tatuí, Pereiras e Pereira Barreto - São Paulo
- Aniversário do município de Itapaci - Goiás
- Aniversário do município de Pedro II - Piauí
- Aniversário do município de Nova Bandeirantes - Mato Grosso

### Cristianismo
- Clara de Assis
- Rufino de Assis
- Susana de Roma
- Tibúrcio

## Outros calendários
- No calendário romano era o 3.º dia (III) antes dos idos de  agosto.
- No calendário litúrgico tem a letra dominical F para o dia da semana.
- No calendário gregoriano a epacta do dia é xiv.